# Association de la Jeunesse Auxerroise 2015-2016
Questa voce raccoglie le informazioni riguardanti l'Association de la Jeunesse Auxerroise nelle competizioni ufficiali della stagione 2015-2016.

## Stagione
La stagione 2015-2016 dell'Auxerre è la 14ª stagione del club in Ligue 2.

## Rosa
| N. |                               | Ruolo | Calciatore                  |
| -- | ----------------------------- | ----- | --------------------------- |
| 1  | Francia (bandiera)            | P     | Zacharie Boucher            |
| 2  | Francia (bandiera)            | D     | Ruben Aguilar               |
| 3  | Francia (bandiera)            | D     | Thomas Fontaine             |
| 5  | Gabon (bandiera)              | D     | Henri Junior Ndong          |
| 7  | Francia (bandiera)            | C     | Pierre Bouby                |
| 8  | Francia (bandiera)            | C     | Samed Kilic                 |
| 10 | Senegal (bandiera)            | C     | Mouhamadou Diaw             |
| 12 | Francia (bandiera)            | C     | Grégoire Lefebvre           |
| 13 | Francia (bandiera)            | D     | Kenji-Van Boto              |
| 14 | Francia (bandiera)            | C     | François-Xavier Fumu Tamuzo |
| 15 | Senegal (bandiera)            | D     | Amara Baby                  |
| 16 | Rep. Centrafricana (bandiera) | P     | Geoffrey Lembet             |
| 18 | Francia (bandiera)            | A     | Gaëtan Courtet              |
| 19 | Guinea (bandiera)             | A     | Alexandre Vincent           |
| 20 | Francia (bandiera)            | C     | Grégory Berthier            |

| N. |                           | Ruolo | Calciatore           |
| -- | ------------------------- | ----- | -------------------- |
| 21 | Francia (bandiera)        | C     | Ibrahima Seck        |
| 22 | Guadalupa (bandiera)      | A     | Livio Nabab          |
| 25 | Francia (bandiera)        | D     | Sonhy Sefil          |
| 26 | Mali (bandiera)           | A     | Cheick Diarra        |
| 27 | Francia (bandiera)        | D     | Salimo Sylla         |
| 28 | Francia (bandiera)        | D     | Sébastien Puygrenier |
| 29 | Francia (bandiera)        | A     | Vincent Gragnic      |
| 30 | Francia (bandiera)        | P     | Xavier Lenogue       |
| 31 | Francia (bandiera)        | A     | Florian Aye          |
| 32 | Georgia (bandiera)        | A     | Giorgi Jobava        |
| 33 | Rep. del Congo (bandiera) | C     | Charlevy Mabiala     |
| 34 | Rep. del Congo (bandiera) | C     | Hardy Binguila       |
| 37 | Francia (bandiera)        | D     | Cédric Hountondji    |
|    | Francia (bandiera)        | A     | Serhou Guirassy      |

### Staff tecnico
| Allenatore:            | Viorel Moldovan |
| Allenatore in seconda: | Claude Barret   |